# هينريتش دريك
هينريتش دريك (بالألمانية: Heinrich Drake)‏ هو سياسي ألماني، ولد في 20 ديسمبر 1881 في ألمانيا، وتوفي بنفس المكان في 12 يونيو 1970. حزبياً، نشط في الحزب الديمقراطي الاجتماعي الألماني. انتخب عضو مجلس النواب الألماني للجمهورية فايمار.